# 北海道文学賞
北海道文学賞（ほっかいどうぶんがくしょう）は、かつて開催されていた、日本の文学賞。

## 概要
株式会社太陽が発行する雑誌『月刊クォリティ』が主催していた。同誌創刊10周年を記念して、1973年に創設された。第7回受賞の藤堂志津子は、第21回北海道新聞文学賞や第100回直木三十五賞などを受賞している。第20回で佳作入選した永井するみは、第1回新潮ミステリー倶楽部賞などを受賞している。2014年、同誌主催の北海道文学賞と北海道ノンフィクション賞を併合して北海道文芸賞が創設された。
受賞作は『月刊クォリティ』誌上で発表し、掲載されている。ジャンルを問わず、未発表の小説作品を募集していた。既成作家・新人の別は不問。規定枚数は、400字詰め原稿用紙で概ね150枚から300枚程度。入選作には正賞の懐中時計と賞金10万円が、佳作には若干の賞金が贈呈された。

## 受賞作一覧

### 第1回から第10回
| 回（年）           | 賞         | 受賞者     | 受賞作             |
| ------------------ | ---------- | ---------- | ------------------ |
| 第1回（1974年度）  | 受賞       | 落合慧     | 「闇のなか」       |
| 第2回（1976年度）  | 受賞作なし | 受賞作なし | 受賞作なし         |
| 第2回（1976年度）  | 奨励賞     | 根保孝栄   | 「ネッソスの肌着」 |
| 第2回（1976年度）  | 奨励賞     | 冬木治郎   | 「悪の影」         |
| 第3回（1977年度）  | 受賞       | 黛恭介     | 「ガラスの翼」     |
| 第3回（1977年度）  | 受賞       | 総戸斗明   | 「殺意の回想」     |
| 第4回（1979年度）  | 該当作なし | 該当作なし | 該当作なし         |
| 第5回（1980年度）  | 受賞作なし | 受賞作なし | 受賞作なし         |
| 第5回（1980年度）  | 奨励賞     | 井上尨     | 『黎』             |
| 第5回（1980年度）  | 奨励賞     | 須貝光夫   | 『こぶたん』       |
| 第5回（1980年度）  | 奨励賞     | 高松久美子 | 『開かれた部屋』   |
| 第6回（1981年度）  | 受賞作なし | 受賞作なし | 受賞作なし         |
| 第6回（1981年度）  | 奨励賞     | 斧二三夫   | 「叛逆」           |
| 第7回（1983年度）  | 受賞       | 熊谷政江   | 「椅子の上の猫」   |
| 第8回（1984年度）  | 受賞       | 冬邨信介   | 寓話「天馬」       |
| 第8回（1984年度）  | 受賞       | 冬邨信介   | 「愛深き犬」       |
| 第9回（1985年度）  | 受賞       | 山下冨美子 | 「水の行方」       |
| 第10回（1986年度） | 受賞       | 根保孝栄   | 「微笑んだ女」     |

### 第11回から第20回
| 回（年）           | 賞         | 受賞者     | 受賞作                         |
| ------------------ | ---------- | ---------- | ------------------------------ |
| 第11回（1987年度） | 受賞       | 森木康一   | 「空にささったナイフ」         |
| 第11回（1987年度） | 佳作       | 冬木治郎   | 「禁じられた愛」               |
| 第11回（1987年度） | 佳作       | 早川義英   | 「ポロナイ岳の見える村」       |
| 第12回（1988年度） | 受賞作なし | 受賞作なし | 受賞作なし                     |
| 第12回（1988年度） | 奨励賞     | 舘昇三     | 「ゴモの群れ」                 |
| 第13回（1989年度） | 受賞       | 川邑径子   | 「鳥たちのうた」               |
| 第13回（1989年度） | 奨励賞     | 前田武     | 「四国から来た男」             |
| 第14回（1990年度） | 受賞       | 鈴木一喜   | 「鉢植えの記念樹」             |
| 第15回（1991年度） | 受賞       | 町野一郎   | 「トゥルー・ブルー」           |
| 第16回（1991年度） | 受賞       | 村戸忍     | 「インディアンドロップ宣言」   |
| 第17回（1992年度） | 受賞作なし | 受賞作なし | 受賞作なし                     |
| 第17回（1992年度） | 佳作       | 富樫英夫   | 「ライアー」                   |
| 第17回（1992年度） | 奨励賞     | 山階晃弘   |                                |
| 第18回（1993年度） | 受賞作なし | 受賞作なし | 受賞作なし                     |
| 第18回（1993年度） | 佳作       | 小林俊彦   | 「白い花」                     |
| 第18回（1993年度） | 奨励賞     | 早見淳     | 「海をみていた少女」           |
| 第19回（1994年度） | 受賞       | 稲薫       | 「レインボウ・ロードレーサー」 |
| 第20回（1995年度） | 受賞作なし | 受賞作なし | 受賞作なし                     |
| 第20回（1995年度） | 佳作       | 永井するみ | 「白い音楽」                   |
| 第20回（1995年度） | 奨励賞     | 瀬良久夫   | 「ウィーンからの七通の手紙」   |
| 第20回（1995年度） | 奨励賞     | 岡部實裕   | 「木霊」                       |

### 第21回から第30回
| 回（年）           | 賞         | 受賞者     | 受賞作                            |
| ------------------ | ---------- | ---------- | --------------------------------- |
| 第21回（1996年度） | 受賞作なし | 受賞作なし | 受賞作なし                        |
| 第21回（1996年度） | 佳作       | 古流斗廉   | 「葬送のブルース」                |
| 第21回（1996年度） | 奨励賞     | 穂高健     | 「特攻船」                        |
| 第22回（1997年度） | 該当作なし | 該当作なし | 該当作なし                        |
| 第23回（1998年度） | 受賞作なし | 受賞作なし | 受賞作なし                        |
| 第23回（1998年度） | 佳作       | 恩田めぐみ | 「『聖老女』 シルバーエンジェル」 |
| 第24回（1999年度） | 受賞作なし | 受賞作なし | 受賞作なし                        |
| 第24回（1999年度） | 佳作       | 江原久敏   | 「ツィガーヌ」                    |
| 第24回（1999年度） | 奨励賞     | 木村華奈美 | 「だから、僕は…」                 |
| 第25回（2000年度） | 受賞作なし | 受賞作なし | 受賞作なし                        |
| 第26回（2001年度） | 受賞作なし | 受賞作なし | 受賞作なし                        |
| 第26回（2001年度） | 佳作       | 木村華奈美 | 「函館海岸美術館」                |
| 第27回（2002年度） | 受賞作なし | 受賞作なし | 受賞作なし                        |
| 第27回（2002年度） | 佳作       | 多米淳     | 「おじさんバンド合戦」            |
| 第28回（2003年度） | 受賞作なし | 受賞作なし | 受賞作なし                        |
| 第28回（2003年度） | 佳作       | 安本嘆     | 「ボストンから」                  |
| 第29回（2004年度） | 受賞作なし | 受賞作なし | 受賞作なし                        |
| 第29回（2004年度） | 佳作       | 町田誠也   | 「うたかた橋」                    |
| 第29回（2004年度） | 奨励賞     | 笹川幸震   | 「海霧まだ晴れやらず」            |
| 第30回（2005年度） | 受賞作なし | 受賞作なし | 受賞作なし                        |
| 第30回（2005年度） | 佳作       | 柳涼佳     | 「レトロ」                        |

### 第31回から第38回
| 回（年）           | 賞         | 受賞者     | 受賞作                     |
| ------------------ | ---------- | ---------- | -------------------------- |
| 第31回（2006年度） | 受賞作なし | 受賞作なし | 受賞作なし                 |
| 第31回（2006年度） | 奨励賞     | 宮森閏司   | 「「騙し絵」を気取って」   |
| 第32回（2007年度） | 受賞作なし | 受賞作なし | 受賞作なし                 |
| 第32回（2007年度） | 佳作       | 岩城由榮   | 「少年の日」               |
| 第33回（2008年度） | 受賞作なし | 受賞作なし | 受賞作なし                 |
| 第34回（2009年度） | 受賞作なし | 受賞作なし | 受賞作なし                 |
| 第34回（2009年度） | 佳作       | 下道重治   | 「草洋のはて」             |
| 第34回（2009年度） | 奨励賞     | 蛍ヒカル   | 「紅色の夏」               |
| 第35回（2011年度） | 受賞作なし | 受賞作なし | 受賞作なし                 |
| 第35回（2011年度） | 準大賞     | 高橋駘     | 「守衛の森」               |
| 第35回（2011年度） | 奨励賞     | 蛍ヒカル   | 「雪花美女」               |
| 第35回（2011年度） | 奨励賞     | 村重知幸   | 「お役所レストラン」       |
| 第36回（2011年度） | 大賞       | 蛍ヒカル   | 「桃源の島」               |
| 第36回（2011年度） | 奨励賞     | 村重知幸   | 「輪廻転生」               |
| 第36回（2011年度） | 奨励賞     | 結城はに   | 「KI・YO・TAN」            |
| 第37回（2012年度） | 受賞作なし | 受賞作なし | 受賞作なし                 |
| 第37回（2012年度） | 佳作       | 高岡啓次郎 | 「月光の影」               |
| 第37回（2012年度） | 奨励賞     | 悠希マイコ | 「水面」                   |
| 第38回（2013年度） | 受賞作なし | 受賞作なし | 受賞作なし                 |
| 第38回（2013年度） | 奨励賞     | 結城はに   | 「ナツミザカバレエ研究所」 |